# Oleh Mikats
Oleh Mykhaïlovytch Mikats (en ukrainien : Олег Михайлович Мікац), né le 23 octobre 1975 à Novohrad-Volynskyi (RSS d'Ukraine, URSS), est un général ukrainien.

## Biographie
Après avoir étudié à l'institut des forces blindées de Kharkiv (uk), Mikats commence une carrière d'officier en 1996. D'abord commandant de section, il est commandant de compagnie au sein de la 30e brigade mécanisée en 2001. Il est ensuite diplômé de l'Université de la Défense nationale. Oleh Mikats sert en 2005 dans le contingent ukrainien déployé en Irak.
Après cela, Oleh Mikats est commandant-adjoint du 169e centre d'entraînement des forces armées ukrainiennes, dont il devient brièvement le commandant en 2012 avant de prendre la tête de la 93e brigade mécanisée.

### Guerre russo-ukrainienne
Dès le début de la guerre du Donbass, la 93e brigade est déployée sous les ordres de Mikats face aux séparatistes pro-russes. En coopération avec des bataillons de volontaires, elle prend notamment part à la bataille de Karlivka, et le 24 juillet 2014 l'unité prend le contrôle des localités de Pisky et Pervomaïsk, ce qui permet aux troupes ukrainiennes de contrôler l'axe entre Donetsk et Dnipro. Après cela, Oleh Mikats est l'un des principaux commandants ukrainiens de la bataille de l'aéroport de Donetsk à la tête de sa brigade. Dans le cadre de ces combats, les soldats de la 93e brigade reprennent également plusieurs villages aux alentours de Donetsk, comme Opytne le 6 novembre 2014.
En mars 2015, Oleh Mikats reprend un poste dans une unité de formation et est promu général de division à l'été : il est alors le premier général ukrainien à ne pas avoir servi dans l'Armée rouge. En mars 2017, il devient commandant adjoint du commandement opérationnel ouest des forces armées ukrainiennes. Finalement, le 9 août 2021, Oleh Mikats est nommé à la tête du commandement opérationnel est, poste qu'il occupe depuis le début de l'invasion de l'Ukraine par la Russie.